# Bokermannohyla capra
Bokermannohyla capra es una especie de anfibio anuro de la familia Hylidae.

## Distribución geográfica
Esta especie es endémica del estado oriental de Bahía en Brasil. Se encuentra en los bosques costeros.

## Publicación original
- Napoli & Pimenta, 2009: A new species of the Bokermannohyla circumdata group (Anura: Hylidae) from the coastal forests of Bahia, northeastern Brazil. Copeia, vol. 2009, n.º 4, p. 674-683.[2]